# Sunyalangu
Sunyalangu is een bestuurslaag in het regentschap Banyumas van de provincie Midden-Java, Indonesië. Sunyalangu telt 4432 inwoners (volkstelling 2010).